# Sello del Distrito de Columbia
El gran sello del Distrito de Columbia muestra a la Justicia sujetando una corona de laurel delante de una estatua de George Washington sobre un pedestal. A la diestra de la figura de la Justicia, el águila pasante sosteniendo el blasón del escudo de los Estados Unidos. El fondo lo ocupa el Capitolio de los Estados Unidos y un tren cruzando un puente delante del sol naciente.
En la parte inferior del sello aparecen escritos el lema del Distrito de Columbia, "Justitia omnibus" (en latín: Justicia para todos) y la fecha "1871", el año de la creación del sello, rodeada por una corona de laurel. En la parte superior puede leerse "District of Columbia (en inglés: Distrito de Columbia).
- Datos: Q332068